# Simon Stevin (Schiff)
Die Simon Stevin ist ein Forschungsschiff des belgischen Forschungsinstituts Vlaams Instituut voor de Zee.

## Geschichte
Das Schiff des Damen-Typs „Fishery Research Vessel 3609“ wurde unter der Baunummer 556055 auf der zur Damen Shipyards Group gehörenden Werft Maaskant Shipyards in Stellendam gebaut. Der Rumpf wurde von Damen Shipyards Galati zugeliefert und Ende 2011 an Deck des SAL-Schwergutschiffes Paula nach Rotterdam verschifft. Die Fertigstellung des Schiffes erfolgte im Mai 2012. Die Baukosten beliefen sich auf 11,5 Mio. Euro, weitere 1 Mio. Euro wurden für die wissenschaftliche Ausrüstung ausgegeben. Beim Entwurf des Schiffstyps wurde unter anderem auf die Erfahrungen mit dem 2001 gebauten Forschungsschiff Prince Madog der Bangor University zurückgegriffen.
Das Schiff wurde im September 2012 in Dienst gestellt. Es ist nach dem flämischen Naturwissenschaftler Simon Stevin benannt. Eigner und Bereederer des Schiffes ist die DAB Vloot. Die Simon Stevin ersetzte die von 2001 bis 2012 genutzte Zeeleeuw.

## Technische Daten und Ausstattung
Das Schiff wird dieselelektrisch angetrieben. Für die Stromerzeugung stehen drei Scania-Dieselmotoren mit jeweils 550 kW Leistung zur Verfügung, die drei Stamford-Generatoren mit 600 kVA Scheinleistung antreiben. Der Antrieb des Schiffes erfolgt durch zwei Indar-Elektromotoren mit jeweils 520 kW Leistung, die auf zwei Festpropeller wirken. Das Schiff ist mit einem Bugstrahlruder mit 200 kW Leistung ausgerüstet. Es verfügt über ein System zur dynamischen Positionierung.
An Bord sind ein Nass- und ein Trockenlabor sowie ein Computerraum eingerichtet. Auf dem Peildeck befindet sich ein Aussichtspunkt für die Beobachtung von Seevögeln und Meeressäugern.
An Bord ist Platz für 20 Personen, die in neun Doppelkabinen und zwei Einzelkabinen untergebracht werden können. Die Besatzung besteht bei Tagesfahrten aus sieben, bei längeren Fahrten aus zehn Seeleuten. Auf Tagesfahrten können zwölf, auf längeren Fahrten zehn Wissenschaftler eingeschifft werden.
Im hinteren Bereich des Schiffes befindet sich ein offenes, 49 m² großes Arbeitsdeck. Am Heck ist ein Heckgalgen installiert, der 6 t heben kann. Ein weiteres Hebewerkzeug mit einer Kapazität von einer Tonne und ein Teleskoparm befindet sich auf der Steuerbordseite des Schiffes. Im Bereich des Arbeitsdeck ist ein Kran für die Übernahme und das Bewegen von Lasten installiert. Der Kran kann 3,6 t heben. Auf dem Arbeitsdeck können auch Container mitgeführt werden.
Das Schiff ist mit mehreren Winden für das Schleppen von Forschungsgeräten und Netzen sowie mit Sonar und Echoloten ausgerüstet und kann für den Einsatz eines ROV genutzt werden.
Das Schiff wird mit der Abwärme der Motoren beheizt. Es erfüllt die Vorgaben des International Council for the Exploration of the Sea in Bezug auf das Emittieren von Unterwasserschall (ICES 209). Das für Fahrten bis zu 200 Seemeilen von der Küste entfernt zugelassene Schiff wird in erster Linie in der südlichen Nordsee und im Osten des Englischen Kanals eingesetzt. Das Schiff kann fünf Tage auf See bleiben.